# Alexis Slave
Alexis Slave, en bulgare : Алексий Слав, en grec : Ἀλέξιος Σλάβος (date de naissance inconnue et mort après 1229), était un aristocrate bulgare (болярин, bolyarin) appartenant à la famille Asen; il fut gouverneur de Melnik (aujourd’hui sud-ouest de la Bulgarie) dans les montagnes des Rhodopes avant d’y établir une principauté qui subsista jusqu’à sa défaite lors de la bataille de Klokotnica (1230).

## Biographie

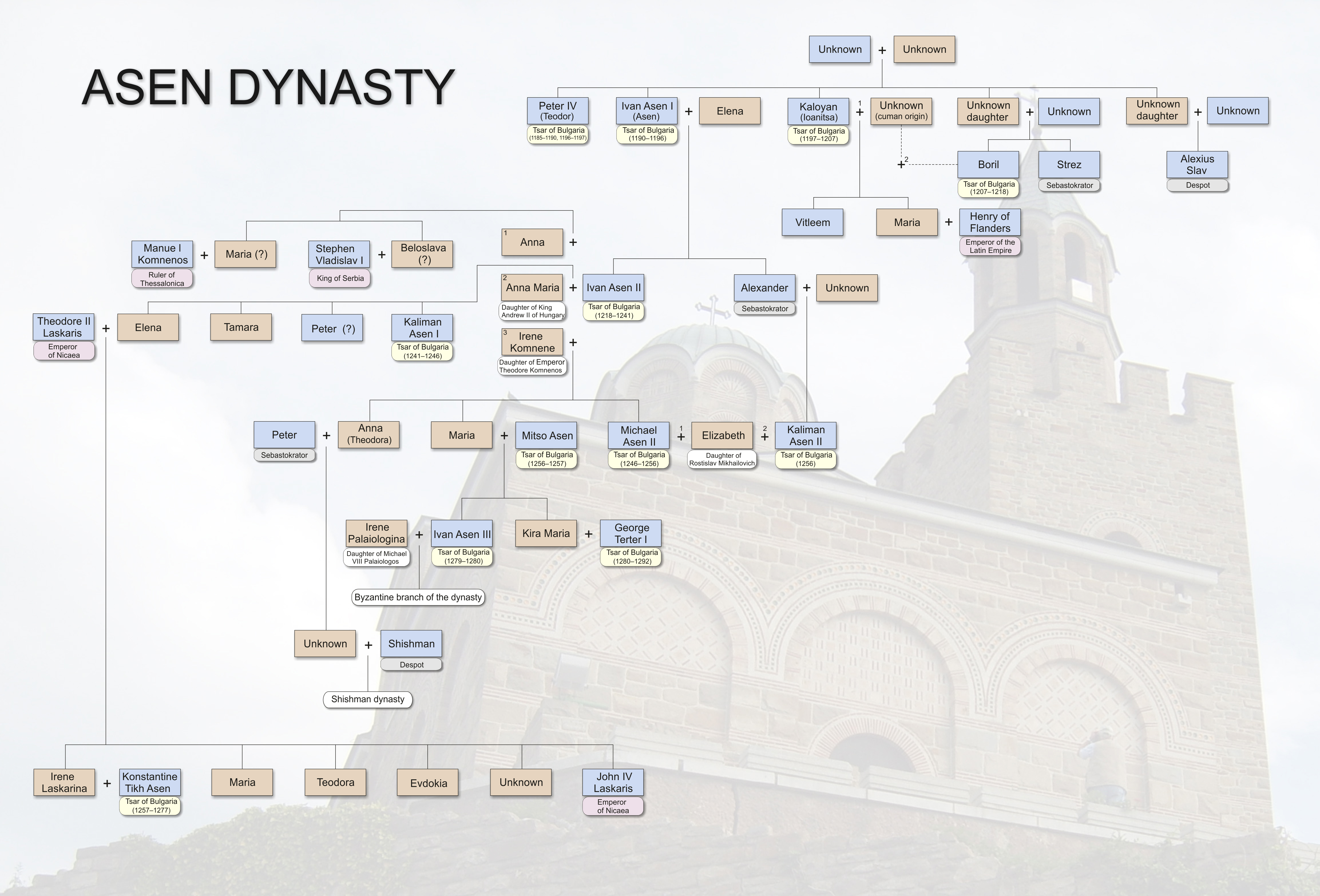
La dynastie des Asen

Petit-fils du fondateur de la dynastie des Asen, Alexis était le neveu des tsars Ivan Asen Ier (r. 1189-1196) et Jean Kalojan (r. 1197-1207), ainsi que le cousin des princes Boril (r. 1207-1217) et Strêz. On le trouve mentionné pour la première fois lors des disputes qui marquèrent la succession de Kalojan et l’accession de Boril au trône.
Lorsque Kalojan mourut devant les remparts de Thessalonique en 1207, Boril s’empara du trône et ses héritiers légitimes, Ivan Asen et Alexandre durent fuir le pays. Tout comme Strêz, Alexis refusa de reconnaitre la légitimité de Boril et s’allia à l’empereur latin Henri de Hainaut dont il épousa la fille, recevant le titre de despote,,. En novembre 1208, il quitta Veliko Trnovo pour s’établir comme seigneur indépendant d’un large territoire dans les montagnes des Rhodopes où il établit sa capitale à Tsepina. Allié d’Henri, il combattit les Bulgares aux côtés de celui-ci, lequel le récompensa après la défaite des Bulgares près de Plovdiv en lui conférant le titre de despote et en promettant d’appuyer ses revendications au trône de Bulgarie.

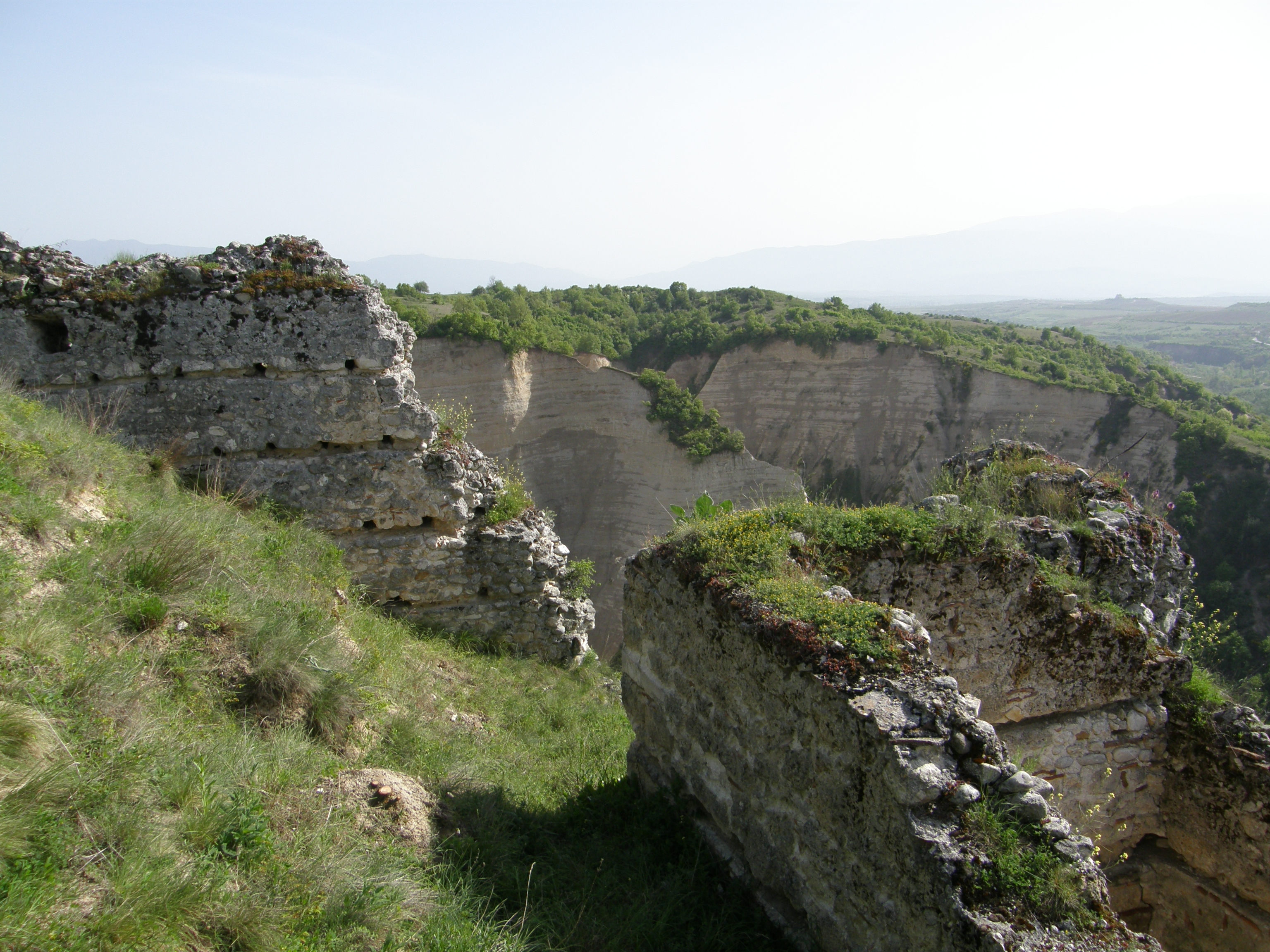
Ruines de la forteresse d'Alexis Slave, près de Melnik.

Bientôt toutefois, Henri de Hainaut en vint à faire la paix avec Boril dont il maria la fille. Sa première épouse étant décédée desserrant ainsi les liens avec Henri, Alexis en quête d’alliés, se rapprocha de Théodore Comnène Doukas, despote d’Épire et de Thessalie (r. 1215-1230) et empereur auto-proclamé de Thessalonique. Il se remaria en secondes noces avec une parente de Théodore, avec qui il combattit les Bulgares en 1211. Cette nouvelle alliance lui permit d’agrandir son territoire et de capturer la forteresse de Melnik où il transféra sa propre capitale en 1215,. Maintenant autocrate, Alexis Slave y créa une cour composée tant de Bulgares que de Francs (une épigraphe contemporaine fait mention d’un sebastos parmi les Francs). Dans une charte émise pour confirmer la donation d’un terrain au monastère de la Mère de Dieu Speliotissa, près de la capitale, il est fait mention du monastère comme étant celui « du despote et tsar », ce qui confirme ses prétentions au trône des Asen.
Toutefois, cette alliance ne devait pas lui profiter longtemps. Malgré l’alliance conclue en 1221-1222 avec les Bulgares, Théodore Comnène Doukas se sentit suffisamment assuré de ses assises en Épire et en Thessalie pour conclure que la Bulgarie était le dernier obstacle vers la conquête de Constantinople. Aussi, au mois de mars 1230 décida-t-il de rompre son alliance et d’envahir la Bulgarie avec une armée considérable. Pris par surprise, Ivan Asen II n’eut que le temps de réunir quelques milliers de soldats. L’affrontement décisif eut lieu le 9 mars près du village de Klokotnica. L’armée de Théodore fut anéantie et seule une petite fraction de son armée put s’enfuir sous les ordres du frère de Théodore, Manuel.
On ignore ce qu’il advint d’Alexis après cette date. Il apparait dans les sources pour la dernière fois en 1228. Chose certaine, son territoire fut intégré à l’empire bulgare après Klokotnica, soit qu'Asen l'ait conquis par une expédition militaire, soit qu’Alexis se soit rendu et ait obtenu une position à la cour. Selon l’historien Zlatarski, il  n’est pas impossible qu’il ait continué à régir Melnik, mais à titre de vassal d’Ivan Asen II ,,.

## Postérité
Alexis Slave fut marié deux fois : la première fois à une fille illégitime de l’empereur Henri de Hainaut dont on ne connait pas le nom, et après la mort de celle-ci à la fille d’un certain Petraliphas (peut-être le sebastokrator Jean Pétraliphas), beau-frère du souverain d’Épire, Théodore Comnène Doukas. Les sources ne donnent aucune information sur une possible progéniture.